# Parlamentarisches Patenschafts-Programm
Das Parlamentarische Patenschafts-Programm (PPP) bzw. der Congress-Bundestag Youth Exchange (CBYX) ist ein einjähriges Jugendaustauschprogramm, das 1983 durch den Kongress der Vereinigten Staaten von Amerika und den Deutschen Bundestag ins Leben gerufen wurde. Das PPP hat über den kulturellen Austausch eine Vertiefung der Freundschaft zwischen den Vereinigten Staaten und Deutschland zum Ziel. Zurzeit verbringen circa 350 Schüler und junge Berufstätige ein Jahr im jeweils anderen Land.

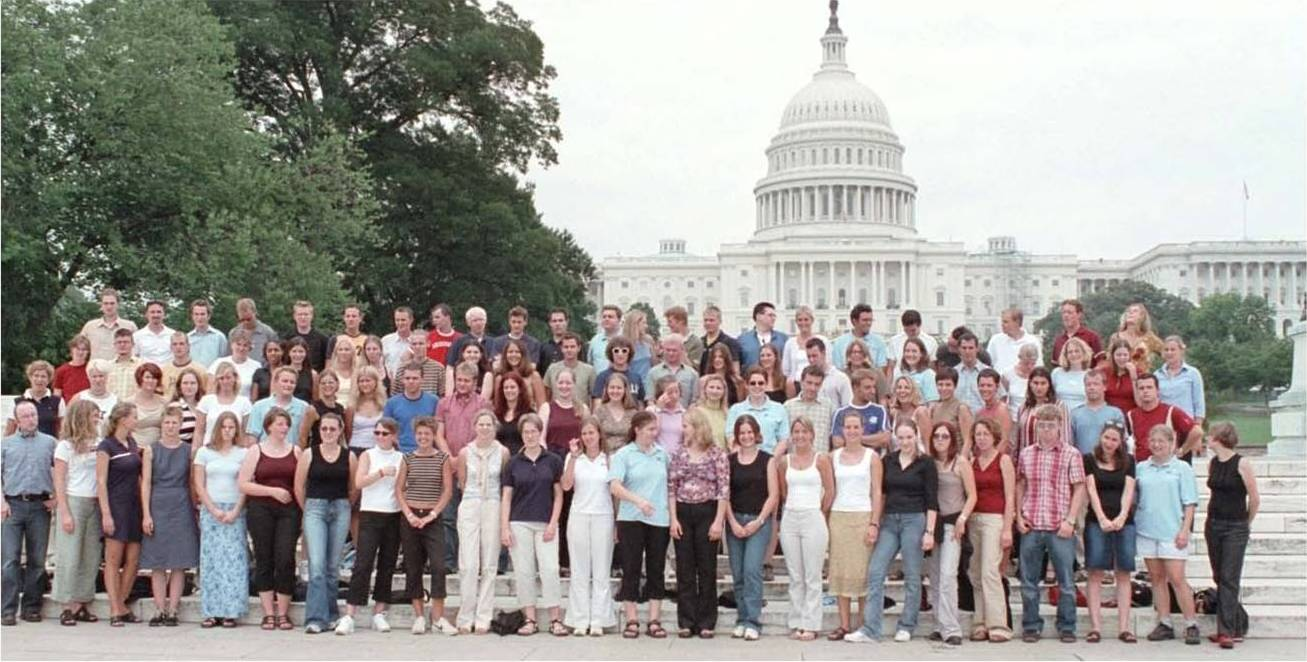
18. PPP für junge Berufstätige vor dem U.S. Congress

## Geschichte
Im Jahre 1683 kamen erstmals deutsche Familien in den Vereinigten Staaten an. Die Einwanderer mennonitischen Glaubens gründeten die Siedlung Germantown in Pennsylvania. Zum 300. Jahrestag dieser deutschen Einwanderung in die Vereinigten Staaten riefen das bundesdeutsche und das amerikanische Parlament 1983 das Parlamentarische Patenschafts-Programm ins Leben. Bisher wurden bereits mehr als 25.000 Personen durch das Programm gefördert.
Der Name des Programms rührt vom Grundprinzip der Patenschaft eines Abgeordneten für den jeweiligen Teilnehmer aus seinem Wahlkreis her. Einen solchen Abgeordneten haben die Stipendiaten sowohl in Deutschland als auch in den Vereinigten Staaten und umgekehrt. Der Abgeordnete steht im Idealfall als Mentor während des Jahres zur Verfügung.
Zum Teil nutzen Abgeordnete diese Patenschaft zur Werbung in eigener Sache. Anzumerken ist an dieser Stelle, dass nicht jeder Abgeordnete eine Patenschaft im Rahmen des Programms übernehmen kann. Dies liegt im Unterschied der Teilnehmerzahl zur Anzahl der Sitze im Bundestag begründet.

„Das Parlamentarische Patenschafts-Programm hat durch aktuelle Entwicklungen zusätzliche Bedeutung gewonnen. In einer Zeit neuer und bislang unbekannter Herausforderungen für die transatlantische Gemeinschaft übernehmen die Stipendiaten eine wichtige Rolle auch als 'junge Botschafter' Deutschlands in den USA. In amerikanischen Gastfamilien und im unmittelbaren Kontakt mit den Mitschülern beziehungsweise Kollegen lernen sie, was unsere Länder gesellschaftlich, kulturell und politisch verbindet und unterscheidet. Das fördert das gegenseitige Verständnis und trägt wirkungsvoll dazu bei, die menschlichen Beziehungen zwischen Deutschland und Amerika dauerhaft zu stärken.“

## Teilnahmevoraussetzungen
Für das PPP für junge Berufstätige sind junge Berufstätige und Auszubildende teilnahmeberechtigt, die zum jeweiligen Stichtag ihren ersten Wohnsitz in der Bundesrepublik Deutschland haben. Die Berufsausbildung muss zum Zeitpunkt der Ausreise abgeschlossen sein. Die Altershöchstgrenze von 24 Jahren bei Ausreise kann durch abgeleisteten Wehr- oder Ersatzdienst nach oben verschoben werden. Das Mindestalter liegt bei 15 Jahren am Tag der Abreise.
Für das PPP für Schüler sind Schüler teilnahmeberechtigt, die zum jeweiligen Stichtag ihren ersten Wohnsitz in der Bundesrepublik Deutschland haben. Die Altersgrenzen liegen zwischen 15 und 17 Jahren im Monat der Abreise.
Als allgemeine Voraussetzungen und Einschränkungen werden von den Teilnehmern gute schulische Leistungen, Allgemeinwissen, schulisches und/oder außerschulisches Engagement sowie politisches und geschichtliches Grundverständnis erwartet, da die Stipendiaten als eine Art Repräsentanten für ihr Heimatland wirken sollen. Ausgenommen von der Teilnahme sind Kinder und Pflegekinder von Bundestagsabgeordneten, Jugendliche mit US-Staatsangehörigkeit und Inhaber einer Green Card.
Angehörige bestimmter Berufsgruppen wie beispielsweise Heilberufe sind aufgrund rechtlicher Bestimmungen in den USA von der Teilnahme am PPP für junge Berufstätige ausgeschlossen.

## Ablauf
Das Programm wird in Deutschland im Auftrag des Bundestages von verschiedenen Austauschorganisationen durchgeführt. Neben der Programmverwaltung für die jungen Berufstätigen durch die GIZ wirken auf der Seite des PPP für Schüler die Organisationen American Field Service, Youth for Understanding, Experiment e. V., Open Door International e. V., GIVE und Partnership International.
Die Bewerbung zum PPP ist nur mit einer speziellen Bewerbungskarte möglich. Diese kann entweder direkt bei den Austauschorganisationen angefordert oder von der entsprechenden Webseite des Bundestages geladen werden. In ihr werden die grundlegenden formalen Kriterien wie Geburtsdatum und Wahlkreis geklärt. Sofern die Kandidaten diese Kriterien erfüllen, werden die kompletten Bewerbungsunterlagen durch die Austauschorganisationen zur Verfügung gestellt. Anhand der ausgefüllten Unterlagen wird eine erste Vorauswahl durchgeführt. Im zweiten Schritt müssen die Bewerber ein persönliches Interview sowie je nach Organisation ein Referat halten und einen englischen Grammatiktest sowie einen Fragebogen ausfüllen. Nach Bestehen dieser Runde erfolgt die Endauswahl durch den Abgeordneten auf Basis der Papierbewerbung, der Bewertung der Organisation und oftmals ebenso nach einem persönlichen Treffen mit dem Abgeordneten.
Die Nominierung steht unter dem Vorbehalt der gesundheitlichen Eignung. Die Austauschorganisationen können die Vorlage von ärztlichen Attesten verlangen. Weiter gilt der Vorbehalt, dass zum Zeitpunkt der Ausreise die Teilnahmevoraussetzungen tatsächlich erfüllt werden (Versetzung, Schulnotenniveau, erfolgreicher Berufsabschluss).
Zur Vorbereitung auf den Auslandsaufenthalt, zur Förderung sozialen Grundwissens und zur Bildung von Netzwerken unter den Teilnehmern wird ein Seminar abgehalten. Inhaltlich werden kulturelle, rechtliche und organisatorische Punkte behandelt. Die Vorbereitungsseminare werden von den Austauschorganisationen und ehemaligen Teilnehmern organisiert und durchgeführt. Hier werden auch die Programmregeln sowie das Vorgehen für Versicherung, Visum usw. geklärt.
Während des Auslandsaufenthalts leben die Teilnehmer bei Gastfamilien (klassische Familien bis hin zu gleichgeschlechtlichen Lebensgemeinschaften und Einpersonenhaushalte). In Einzelfällen kann es vorkommen, dass die Unterbringung in einem Studentenwohnheim vorgenommen wird.
Die Teilnehmer des PPP für Schüler verbringen das komplette Jahr an einer amerikanischen High School, meistens ist diese öffentlich. Die Teilnehmer des PPP für junge Berufstätige studieren in der ersten Hälfte des Jahres an einem College oder einer Universität und absolvieren in der zweiten Hälfte des Jahres ein Praktikum in einem amerikanischen Betrieb. Seit 1998 besteht für ca. 10 % der Teilnehmer die Möglichkeit zusätzlich das Congressional Internship Program (CIP) zu absolvieren. Hier bei handelt es sich um ein sechswöchiges Praktikum am U.S. Congress, bei dem die Teilnehmer die Möglichkeit erhalten, den Politikbetrieb der Vereinigten Staaten mitzuerleben.
Auf dem Nachbereitungsseminar wird das Jahr kritisch reflektiert. Die Teilnehmer tauschen sich insbesondere über die Erfahrungen nach der Rückkehr aus.

## Finanzierung
Alle unmittelbaren Kosten werden vom Deutschen Bundestag und dem US-amerikanischen Kongress getragen. Dazu gehören etwa Seminare, Hin- und Rückflug und Studiengebühren. Die Teilnehmer des PPP für junge Berufstätige müssen vor Ausreise einen Nachweis über Eigenmittel in Höhe von 4000 Euro zur Deckung der Lebenshaltungskosten erbringen. Dieser ist Bedingung für die Erteilung des Visums und kann zum Teil durch zinsgünstige Kredite der Austauschorganisation abgedeckt werden.
Für 2015/16 hatte das US Departement of State die PPP-Mittel auf die Hälfte gekürzt; der Umfang des weiteren Fortbestands des Parlamentarischen Patenschafts-Programms war daher fraglich. Im Juli 2015 beschloss das US-Department of State, die geplanten Kürzungen am PPP auf US-amerikanischer Seite zurückzunehmen. Damit stehen im Programmjahr 2016/17 – wie bisher – 285 Stipendien für Schülerinnen und Schüler und 75 Stipendien für junge Berufstätige bereit.

## Ehemaligenorganisationen
Seit Oktober 2005 sind ehemalige Teilnehmer des PPP für junge Berufstätige im Verein „PPP für junge Berufstätige Alumni“ organisiert. Der Verein hat es sich zum Ziel gesetzt, „ein internationales Netzwerk aller ehemaligen Teilnehmer des Parlamentarischen Patenschafts-Programms für junge Berufstätige aufzubauen, um somit die Nachhaltigkeit dieses Programms zu sichern und die deutsch-amerikanischen Beziehungen zu fördern.“
Nach einem Gründungsseminar im Oktober 2012 wurde im Jahr 2013 ein Alumniverein für ehemalige Austauschschüler des PPP gegründet. Dieser Verein formiert unter dem Namen Alumni des Parlamentarischen Patenschafts-Programms des Deutschen Bundestages und des Kongresses der Vereinigten Staaten von Amerika e. V. (kurz: APPPs e. V.). Seine Vorhaben werden von dem Deutschen Bundestag, U.S. Botschaft Berlin und vielen U.S. Generalkonsulaten unterstützt. Der APPPs e. V. bietet eine Vielzahl von Möglichkeiten für Alumnae und Alumni sich auszutauschen, um auch nach der Auslandserfahrung mit der anderen Kultur und Politik in Kontakt zu bleiben. Dabei soll das Bewusstsein für die herausragende Bedeutung der Deutsch-Amerikanischen Beziehungen bei den Ehemaligen weiter gefördert werden.

## Effekte des Programms
Aus einer Studie der Sozialforschungsstelle Dortmund aus dem Jahre 2000 geht unter anderem hervor, dass die Anzahl der Selbständigen unter den Ehemaligen des PPP für junge Berufstätige überdurchschnittlich hoch liegt. Auch herrscht unter den Ehemaligen eine unterdurchschnittliche Arbeitslosenquote. Dies ließe sich aus der praktischen Umsetzung des „amerikanischen Unternehmergeistes“ ableiten.